# Chalazion sociabile
Chalazion sociabile är en svampart som beskrevs av Dissing & Sivertsen 1975. Chalazion sociabile ingår i släktet Chalazion och familjen Pyronemataceae.  Arten är reproducerande i Sverige. Inga underarter finns listade i Catalogue of Life.